# Наполеон (фільм, 2023)
«Наполеон» (англ. Napoleon) — епічна історична драма 2023 року, яку зняв та спродюсував сер Рідлі Скотт за сценарієм Девіда Скарпи, що ґрунтується на життєписі Наполеона Бонапарта. Основну увагу приділено приходу французького лідера до влади, а також його стосункам із дружиною Жозефіною. Роль Наполеона зіграв Хоакін Фенікс, Жозефіни — Ванесса Кірбі.
У жовтні 2020 року Скотт анонсував «Наполеон» своїм наступним проєктом. Після затримок і переробок через пандемію COVID-19 знімання почалися в лютому 2022 року в Англії й тривали кілька місяців. Крім письменника Девіда Скарпи, серед постійних співробітників Скотта були оператор Даріуш Вольскі та монтажер Клер Сімпсон.
Прем’єра відбулася 14 листопада 2023 року у залі «Плеєль» у Парижі. У Сполучених Штатах та Великобританії стрічка вийшла 22 листопада 2023 року за сприяння компанії Sony Pictures Releasing, згодом транслювалася на «Apple TV+». Фільм зібрав у світовому прокаті 216,7 мільйона доларів та отримав неоднозначні відгуки критиків (у Франції здебільшого негативні), відмічалися батальні сцени попри критику історичних неточностей.

## Сюжет
Фільм розповідає про сходження до слави й влади простого французького офіцера Наполеона Бонапарта. Чорнова назва картини «Ранець» (або «речовий мішок», англ. Kitbag), є відсиланням до відомої фрази Наполеона: «У кожному солдатському ранці лежить маршальський жезл».

## У ролях
| Актор              | Роль                            |
| ------------------ | ------------------------------- |
| Хоакін Фенікс      | Наполеон I                      |
| Ванесса Кірбі      | Жозефіна                        |
| Тахар Рахім        | Поль Баррас                     |
| Руперт Еверетт     | Артур Веллслі                   |
| Бен Майлз          | Арман Огюстен Луї Коленкур      |
| Людівін Саньє      | Тереса Кабаррус                 |
| Меттью Нідем       | Люсьєн Бонапарт І               |
| Пол Ріс            | Шарль Моріс де Талейран-Перігор |
| Юссеф Керкур       | Луї Ніколя Даву                 |
| Шинейд Кьюсак      | Летиція Бонапарт                |
| Джуліан Райнд-Татт | абат Сієс                       |
| Джон Холлінгворт   | Мішель Ней                      |
| Давіде Туччі       | Луї-Лазар Гош                   |
| Ерін Ейнсворт      | Гортензія Богарне               |
| Едуар Філіппонна   | Олександр I                     |
| Яніс Нівенер       | Іпполіт Чарльз                  |
| Сем Тротон         | Максиміліан Робесп'єр           |

## Виробництво
Ідея створення фільму належить Рідлі Скотту, який став режисером проєкту. Спочатку знімання повинна була фінансувати студія Fox Film, однак її цей проєкт, мабуть, не зацікавив, і в січні 2021 року права на картину викупила компанія Apple. Таким чином, фільм повинен вийти на Apple TV+.
У жовтні 2020 року стало відомо, що роль Наполеона зіграє Хоакін Фенікс. У березні 2021 року до проєкту приєдналася Джоді Комер, яка зіграє Жозефіну. У лютому 2022 року Тахар Рахім поповнив акторський склад.
Знімання розпочали в лютому 2022 року. У вересні 2022 року стало відомо, що прем'єра картини запланована на грудень.

## Рецензії
- Видовищно, але поверхнево: огляд фільму «Наполеон» Рідлі Скотта// УНІАН, автор — Марина Григоренко, 24 листопада 2023 року